# گورنگا کوزنیتسا
گورنگا کوزنیتسا (به صربی: Gornja Koznica) یک روستا در صربستان است که در سوردولیکا واقع شده‌است. گورنگا کوزنیتسا ۷۷ نفر جمعیت دارد.